# Angola nos Jogos Olímpicos de Verão de 2024
Angola participou dos Jogos Olímpicos de Verão de 2024, realizados em Paris, na França. Foi a 11.ª aparição do país nos Jogos Olímpicos de Verão desde a estreia em Moscou 1980.
Foi representado por 25 atletas que competiram em sete esportes, mas nenhum conquistou medalhas.

## Competidores
Esta foi a participação por modalidade nesta edição:
| Esporte   | Masculino | Feminino | Total |
| --------- | --------- | -------- | ----- |
| Atletismo | 1         | 0        | 1     |
| Canoagem  | 2         | 0        | 2     |
| Handebol  | 0         | 15       | 15    |
| Judô      | 1         | 0        | 1     |
| Natação   | 1         | 1        | 2     |
| Remo      | 1         | 0        | 1     |
| Vela      | 2         | 1        | 3     |
| Total     | 8         | 17       | 25    |

## Desempenho

### Atletismo
- Q = Qualificado para a próxima fase
- q = Qualificado para a próxima fase como o perdedor mais rápido ou, em eventos de campo, pela posição sem atingir o alvo para qualificação
- N/A = Fase não aplicável para o evento
- Bye = Atleta não precisou disputar aquela fase

Masculino
Eventos de pista
| Atleta        | Evento | Preliminar | Preliminar | Baterias | Baterias | Semifinal   | Semifinal   | Final       | Final       | Ref.  |
| Atleta        | Evento | Tempo      | Pos.       | Tempo    | Pos.     | Tempo       | Pos.        | Tempo       | Pos.        | Ref.  |
| ------------- | ------ | ---------- | ---------- | -------- | -------- | ----------- | ----------- | ----------- | ----------- | ----- |
| Marcos Santos | 100 m  | 10.31      | 2 Q        | 10.40    | 7        | Não avançou | Não avançou | Não avançou | Não avançou | [ 5 ] |

### Canoagem

#### Velocidade
Masculino
| Atleta                        | Evento     | Eliminatórias | Eliminatórias | Quartas | Quartas | Semifinal   | Semifinal   | Final       | Final       | Ref.        |
| Atleta                        | Evento     | Tempo         | Pos.          | Tempo   | Pos.    | Tempo       | Pos.        | Tempo       | Pos.        | Ref.        |
| ----------------------------- | ---------- | ------------- | ------------- | ------- | ------- | ----------- | ----------- | ----------- | ----------- | ----------- |
| Benilson Sanda                | C-1 1000 m | 4:11.40       | 5             | 4:12.73 | 5       | Não avançou | Não avançou | Não avançou | Não avançou | [ 6 ]       |
| Manuel António Benilson Sanda | C-2 500 m  | 1:51.53       | 6             | 1:49.00 | 4 FB    | —           | —           | 1:55.74     | 12          | [ 6 ] [ 7 ] |

Legenda: FA = Final A (disputa de medalha); FB = Final B (sem disputa de medalha)

### Handebol
Feminino
A seleção nacional feminina de Angola se classificou para as Olimpíadas ao vencer o Torneio de Qualificação Africano de 2023.
Elenco
A delegação foi composta de 15 jogadoras:
- Marta Alberto
- Vilma Nenganga
- Liliane Mário
- Juliana Machado
- Dolores Rosário
- Helena Paulo
- Natália Bernardo Santos
- Albertina Kassoma
- Marília Quizelete
- Natália Fonseca
- Chelcia Gabriel
- Stélvia Pascoal
- Eliane Paulo
- Azenaide Carlos
- Teresa Almeida

Fase de grupos
| Pos | Equipe        | Pts | J | V | E | D | GP  | GC  | SG  | Classificado     |
| --- | ------------- | --- | - | - | - | - | --- | --- | --- | ---------------- |
| 1   | França        | 10  | 5 | 5 | 0 | 0 | 159 | 124 | +35 | Quartas de final |
| 2   | Países Baixos | 8   | 5 | 4 | 0 | 1 | 152 | 137 | +15 | Quartas de final |
| 3   | Hungria       | 5   | 5 | 2 | 1 | 2 | 137 | 140 | −3  | Quartas de final |
| 4   | Brasil        | 4   | 5 | 2 | 0 | 3 | 127 | 119 | +8  | Quartas de final |
| 5   | Angola        | 3   | 5 | 1 | 1 | 3 | 131 | 154 | −23 |                  |
| 6   | Espanha       | 0   | 5 | 0 | 0 | 5 | 111 | 143 | −32 |                  |

| 25 de julho de 2024 11:00 | Países Baixos       | 34–31     | Angola            | Arena 6 Paris Sul, Paris Público: 5 765 Árbitros: Kuttler, Merz |
| 25 de julho de 2024 11:00 | Malestein, Polman 8 | (19–18)   | Nenganga, Paulo 6 | Arena 6 Paris Sul, Paris Público: 5 765 Árbitros: Kuttler, Merz |
| 25 de julho de 2024 11:00 | 1×                  | Relatório | 3×                | Arena 6 Paris Sul, Paris Público: 5 765 Árbitros: Kuttler, Merz |

| 28 de julho de 2024 19:00 | Angola     | 26–21     | Espanha  | Arena 6 Paris Sul, Paris Público: 5 748 Árbitros: A. Konjičanin, D. Konjičanin |
| 28 de julho de 2024 19:00 | Nenganga 7 | (14–15)   | Campos 6 | Arena 6 Paris Sul, Paris Público: 5 748 Árbitros: A. Konjičanin, D. Konjičanin |
| 28 de julho de 2024 19:00 | 4× 1×      | Relatório | 3× 1×    | Arena 6 Paris Sul, Paris Público: 5 748 Árbitros: A. Konjičanin, D. Konjičanin |

| 30 de julho de 2024 16:00 | Hungria   | 31–31     | Angola    | Arena 6 Paris Sul, Paris Público: 5 834 Árbitros: Kurtagic, Wetterwik |
| 30 de julho de 2024 16:00 | Klujber 9 | (15–16)   | Kassoma 9 | Arena 6 Paris Sul, Paris Público: 5 834 Árbitros: Kurtagic, Wetterwik |
| 30 de julho de 2024 16:00 | 2× 1×     | Relatório | 2×        | Arena 6 Paris Sul, Paris Público: 5 834 Árbitros: Kurtagic, Wetterwik |

| 1 de agosto de 2024 16:00 | Angola                      | 24–38     | França  | Arena 6 Paris Sul, Paris Público: 5 816 Árbitros: Kleven, Jørum |
| 1 de agosto de 2024 16:00 | Carlos, Nenganga, Pascoal 5 | (14–18)   | Kanor 7 | Arena 6 Paris Sul, Paris Público: 5 816 Árbitros: Kleven, Jørum |
| 1 de agosto de 2024 16:00 | 2× 1×                       | Relatório | 1×      | Arena 6 Paris Sul, Paris Público: 5 816 Árbitros: Kleven, Jørum |

| 3 de agosto de 2024 14:00 | Brasil   | 30–19     | Angola    | Arena 6 Paris Sul, Paris Público: 5 801 Árbitros: Lah, Sok |
| 3 de agosto de 2024 14:00 | Bitolo 7 | (14–6)    | Pascoal 4 | Arena 6 Paris Sul, Paris Público: 5 801 Árbitros: Lah, Sok |
| 3 de agosto de 2024 14:00 | 2× 1×    | Relatório | 1× 2×     | Arena 6 Paris Sul, Paris Público: 5 801 Árbitros: Lah, Sok |

### Judô
Masculino
| Atleta         | Evento    | Primeira fase         | Oitavas              | Quartas              | Semifinais           | Repescagem           | Final / DB           | Final / DB | Ref.   |
| Atleta         | Evento    | Adversário Resultado  | Adversário Resultado | Adversário Resultado | Adversário Resultado | Adversário Resultado | Adversário Resultado | Pos.       | Ref.   |
| -------------- | --------- | --------------------- | -------------------- | -------------------- | -------------------- | -------------------- | -------------------- | ---------- | ------ |
| Edmilson Pedro | Até 66 kg | TKM S Rahimov D 01–10 | Não avançou          | Não avançou          | Não avançou          | Não avançou          | Não avançou          | =17        | [ 10 ] |

### Natação
Masculino
| Atleta               | Evento      | Eliminatórias | Eliminatórias | Semifinal   | Semifinal   | Final       | Final       | Ref.   |
| Atleta               | Evento      | Tempo         | Pos.          | Tempo       | Pos.        | Tempo       | Pos.        | Ref.   |
| -------------------- | ----------- | ------------- | ------------- | ----------- | ----------- | ----------- | ----------- | ------ |
| Henrique Mascarenhas | 100 m livre | 52.52         | 64            | Não avançou | Não avançou | Não avançou | Não avançou | [ 11 ] |

Feminino
| Atleta   | Evento          | Eliminatórias | Eliminatórias | Semifinal   | Semifinal   | Final       | Final       | Ref.   |
| Atleta   | Evento          | Tempo         | Pos.          | Tempo       | Pos.        | Tempo       | Pos.        | Ref.   |
| -------- | --------------- | ------------- | ------------- | ----------- | ----------- | ----------- | ----------- | ------ |
| Lia Lima | 200 m borboleta | 2:22.19       | 19            | Não avançou | Não avançou | Não avançou | Não avançou | [ 12 ] |

### Remo
Masculino
| Atleta       | Evento        | Baterias | Baterias | Repescagem | Repescagem | Quartas     | Quartas     | Semifinais | Semifinais | Final   | Final | Ref.   |
| Atleta       | Evento        | Tempo    | Pos.     | Tempo      | Pos.       | Tempo       | Pos.        | Tempo      | Pos.       | Tempo   | Pos.  | Ref.   |
| ------------ | ------------- | -------- | -------- | ---------- | ---------- | ----------- | ----------- | ---------- | ---------- | ------- | ----- | ------ |
| André Matias | Skiff simples | 7:52.78  | 6 R      | 8:01.98    | 5 SE/F     | Não avançou | Não avançou | 8:01.63    | 4 FF       | 7:30.43 | 32    | [ 13 ] |

Legenda: FA = Final A (disputa de medalha); FB = Final B (sem disputa de medalha); FC = Final C (sem disputa de medalha); FD = Final D (sem disputa de medalha); FE = Final E (sem disputa de medalha); FF = Final F (sem disputa de medalha); SA/B = Semifinais A/B; SC/D = Semifinais C/D; SE/F = Semifinais E/F; QF = Quartas; R = Repescagem

### Vela
Eventos com regata da medalha
| Atleta                        | Evento | Regatas | Regatas | Regatas | Regatas | Regatas | Regatas | Regatas | Regatas | Regatas | Regatas | Regatas | Regatas | Regatas | Regatas | Regatas | Regatas | Pontos | Pos. | Ref.          |
| Atleta                        | Evento | 1       | 2       | 3       | 4       | 5       | 6       | 7       | 8       | 9       | 10      | 11      | 12      | 13      | 14      | 15      | M*      | Pontos | Pos. | Ref.          |
| ----------------------------- | ------ | ------- | ------- | ------- | ------- | ------- | ------- | ------- | ------- | ------- | ------- | ------- | ------- | ------- | ------- | ------- | ------- | ------ | ---- | ------------- |
| Filipe André                  | Laser  | 41      | 42      | 33      | 12      | 40      | 40      | 30      | 41      | —       | —       | —       | —       | —       | —       | —       | EL      | 227    | 39   | [ 14 ]        |
| Matias Montinho Manuela Paulo | 470    | 16      | 18      | 20      | 20      | 19      | 18      | 17      | 18      | —       | —       | —       | —       | —       | —       | —       | EL      | 126    | 19   | [ 15 ] [ 16 ] |

M = Regata da medalha; EL = Eliminado(a) – não avançou para a regata da medalha